# Buzet
Buzet (tal. Pinguente, stariji hrv. čak. Blzet) grad je u Istarskoj županiji u zapadnoj Hrvatskoj. Smješten je u dolini rijeke Mirne, na području koje se po njemu naziva Buzeština. Područje Grada graniči s Gradskom općinom Kopar u Sloveniji.
Buzet je poznat kao grad tartufa i kao prijestolnica hrvatskog automobilizma. Stariji nazivi za stanovnike su Blzećani, Blzešćani.

## Gradska naselja
Gradu Buzetu pripada 70 naselja (stanje 2006.):
| - Baredine (tal. Baredine) - Bartolići (Sovischine) - Barušići (Barussici) - Benčići (Bencici) - Blatna Vas (Blàtina) - Brnobići (Bernobici) - Buzet (Pinguente) - Cunj (Zugni) - Čiritež (Cirités) - Črnica (Cernizza Pinguentina) - Duričići (Duricici) - Erkovčići (Ercaucici) - Forčići (Forsici) - Gornja Nugla (Nugla di sopra) - Hum (Colmo) - Juradi (Giuradi) - Juričići (Iuricici) - Kajini (Caini) - Klarići (Clarici) - Kodolje - Kompanj (Compagni) - Kosoriga (Cossoriga) - Kotli (Cottole) - Kras (Carse) - Krbavčići (Carbocici) | - Krkuž (Chercus) - Krti (Cherti) - Krušvari (Crusvari) - Mala Huba (Malacuba) - Mali Mlun (Milino Piccolo) - Marčenegla (Marcenigla) - Marinci (Marinzi) - Martinci (Martinzi) - Medveje (Medea) - Negnar (Negnari) - Paladini (Paladini) - Pengari (Pengari) - Peničići (Penicici) - Perci (Perzi) - Počekaji (Pocecai) - Podrebar (Sotto la Rupe) - Podkuk (Piedicucco) - Pračana (Brazzana) - Prodani (Prodani di Pinguente) - Račice (Racizze) - Račički Brijeg (Castel Racizze) - Rim (Roma) - Rimnjak (Rimignacco) | - Roč (Rozzo) - Ročko Polje (Poglie di Rozzo) - Salež (Salise) - Selca (Selsa) - Seljaci (Segliazzi) - Senj (Segnacco) - Sirotići (Sirotici) - Sovinjak (Sovignacco) - Sovinjska Brda (Berda di Sovignacco) - Sovinjsko Polje (Poglie di Sovignacco) - Stanica Roč (Stazione Rozzo) - Strana (Strana) - Sušići (Sussici) - Sveti Donat (Casa San Donato) - Sveti Ivan (San Giovanni) - Sveti Martin (San Martino Pinguentino) - Šćulci (Schiulzi) - Škuljari (Scuiari) - Štrped (Sterpeto) - Veli Mlun (Milino Grande) - Vrh (Vetta) - Žonti (Zonti) |

## Zemljopis
Gradsko područje Buzeta smješteno je u najsjevernijem unutrašnjem dijelu Istre, na prostoru između tri velika gradska središta: Rijeke, Trsta i Pule. Graniči s Republikom Slovenijom (Gradska općina Kopar), općinama Motovunom, Oprtaljem, Lanišćem, Lupoglavom i Cerovljem te Gradom Pazinom. Ukupna je površina grada 165 km2.
Područje Buzeštine je vrlo raznoliko, a nadmorska se visina kreće od 10 do preko 1000 m te je stoga i klimatska raznolikost velika, od mediteranske klime u dolini rijeke Mirne do kontinentalne klime u planinskom dijelu Ćićarije. Stari grad Buzet nalazi se na 150 m visokom brdu iznad doline rijeke Mirne, dok se noviji dio grada, tzv. Fontana, razvija u podnožju brda.
Buzet je državnom cestom D201 povezan s graničnim prijelazom Požane. Kroz grad prolazi i državna cesta D44.

## Povijest
U brončano doba u ove krajeve doseljavaju Histri. Rimljani vladaju od 177. do 476. godine. 
Buzećani su božici Augusti koja je zaštitila grad Pinquentum (Buzet) od kuge podigli ploču, jer je kuga poharala ove krajeve, ali je zaobišla Pinquentum. Poslije Rimljana vladaju Bizantinci, a u 7. stoljeću doseljavaju se Hrvati i Slovenci. Franci vladaju od 8. stoljeća. Akvilejski patrijarh gospodar je ovih krajeva do 1421., nakon čega vladaju Mlečani sve do propasti 1797. godine. Poslije Mletaka dolazi Habsburška Monarhija, Napoleonova Francuska, pa opet Habsburška Monarhija. Preorganizacijom Monarhije dolazi u austrijski dio. U okviru narodnog preporoda provodila se borba za ravnopravnost hrvatskog naroda s drugim narodima.
U Buzetu je svibnja 1887. izabran Fran Flego za načelnika općine. Buzetska je općina bila prva općina na poluotoku Istri koja je dobila Hrvata za gradonačelnika. Sljedeće 1888. odlukom općine hrvatski jezik postao je službenim u općinskim uredima. Koncem listopada 1890. otvorena je u Buzetu prva hrvatska škola.

## Stanovništvo
Grad Buzet imao je 2001. 6.059 stanovnika. Po naseljima:
| - Baredine - 34 - Bartolići - 54 - Barušići - 101 - Benčići - 0 - Blatna Vas - 8 - Brnobići - 59 - Buzet - 1.721 - Cunj - 17 - Čiritež - 76 - Črnica - 37 - Duričići - 4 - Erkovčići - 41 - Forčići - 27 - Gornja Nugla - 79 - Hum - 17 - Juradi - 69 - Juričići - 109 - Kajini - 15 - Klarići - 45 - Kompanj - 36 - Kosoriga - 28 - Kotli - 1 - Kras - 21 - Krbavčići - 57 | - Krkuž - 13 - Krti - 74 - Krušvari - 80 - Mala Huba - 55 - Mali Mlun - 55 - Marčenegla - 111 - Marinci - 66 - Martinci - 22 - Medveje - 32 - Negnar - 24 - Paladini - 58 - Pengari - 20 - Peničići - 44 - Perci - 58 - Počekaji - 35 - Podkuk - 1 - Podrebar - 17 - Pračana - 95 - Prodani - 78 - Račice - 23 - Račički Brijeg - 48 - Rim - 26 - Rimnjak - 28 | - Roč - 146 - Ročko Polje - 186 - Salež - 17 - Selca - 54 - Seljaci - 23 - Senj - 34 - Sirotići - 18 - Sovinjak - 27 - Sovinjska Brda - 35 - Sovinjsko Polje - 27 - Stanica Roč - 76 - Strana - 49 - Sušići - 10 - Sveti Donat - 77 - Sveti Ivan - 198 - Sveti Martin - 798 - Šćulci - 43 - Škuljari - 53 - Štrped - 177 - Ugrini - 60 - Veli Mlun - 59 - Vrh - 117 - Žonti - 56 |

### Nacionalni sastav 2001.
- Hrvati - 5.134 (84,73%)
- Bošnjaci - 107 (1,77%)
- Slovenci - 66 (1,09%)
- Talijani - 49 (0,81%)
- Srbi - 35 (0,58%)
- ostali - 79 (1,30%)
- neopredijeljeni - 565 (9,32%)
- nepoznato - 24 (0,40%)

| broj stanovnika | 7525  | 8158  | 9250  | 9804  | 10686 | 11562 | 12984 | 10496 | 9521  | 8838  | 7088  | 5895  | 6168  | 6295  | 6059  | 6133  | 5999  |
|                 | 1857. | 1869. | 1880. | 1890. | 1900. | 1910. | 1921. | 1931. | 1948. | 1953. | 1961. | 1971. | 1981. | 1991. | 2001. | 2011. | 2021. |

| broj stanovnika | 422   | 458   | 545   | 565   | 590   | 571   | 2853  | 2638  | 709   | 614   | 651   | 853   | 1742  | 1854  | 1721  | 1679  | 2339  |
|                 | 1857. | 1869. | 1880. | 1890. | 1900. | 1910. | 1921. | 1931. | 1948. | 1953. | 1961. | 1971. | 1981. | 1991. | 2001. | 2011. | 2021. |

## Poznate osobe
- Fran Flego, prvi hrvatski načelnik u Istri, utemeljitelj Narodne stranke u Buzetu
- Antonio Grossich, liječnik i političar
- Miroslav Sinčić, književnik, novinar i nakladnik
- Stjepan Konzul Istranin, pisac i prevoditelj
- Dragovan Šepić, povjesničar i pravnik
- August Arsen Vivoda, antifašist i narodni heroj
- Aljoša Vučković, glumac
- Jacques Moderne, renesansni tiskar
- Slavko Zlatić, skladatelj
- Maksim Romić, šahist
- Vinko Šepić, hrv. preporoditelj, višegodišnji učitelj u Buzetu i ravnatelj škole
- Vladimir Pernić, književnik, novinar i društveni i kulturni djelatnik
- Hugo Gjanković, hrv. liječnik kirurg i ginekolog
- Igor Bogović, hrv. automobilist
- Alen Prodan, hrv. automobilist
- Sanjin Prodan, hrv. automobilist
- Ivan Đani Šverko, hrv. automobilist
- Viliam Prodan, hrv. automobilist

## Spomenici i znamenitosti
- Župna crkva Uznesenja Marijina
- crkva svetog Jurja
- gradska vrata
- Kostel (Kosmati grad, Petrapilosa)

## Obrazovanje
- Osnovna škola "Vazmoslav Gržalja"
- Srednja škola Buzet
- Pučko otvoreno učilište "Augustin Vivoda"

## Kultura
- katedra Čakavskog sabora
- buzetski dijalekt
- Spomen dom Ivana Đanija Šverka
- Susret vlasnika automobila Fićo i Abarth, manifestacija u spomen na Ivana Đanija Šverka, Buzećana koji je obilježio povijest auto športa[10]

## Šport
- AK Buzet, automobilizam
- AK Buzet Autosport, automobilizam
- Biciklistički klub Buzet
- Boćarski klub Trio Buzet, koji djeluje u mjesnom odboru Štrped bio je prvak Europe
- Buzetski dani, europsko prvenstvo brdskih auto utrka
- Enduro motocross klub Buzet
- Golf klub Buzet
- Nogometni klub Buzet
- Rukometni klub Buzet
- Klub slobodnog letenja "Tići"

## Vanjske poveznice
- Stranice grada Buzeta
- TZ grada Buzeta (hrv.)(engl.)(tal.)(njem.)
- Osnovna škola "Vazmoslav Gržalja" Buzet
- Srednja škola Buzet
- Pučko otvoreno učilište "Augustin Vivoda"

|  | Portal Hrvatske: pristup člancima s tematikom o Hrvatskoj |